# Heilig-Geist-Kirche (Löbau)

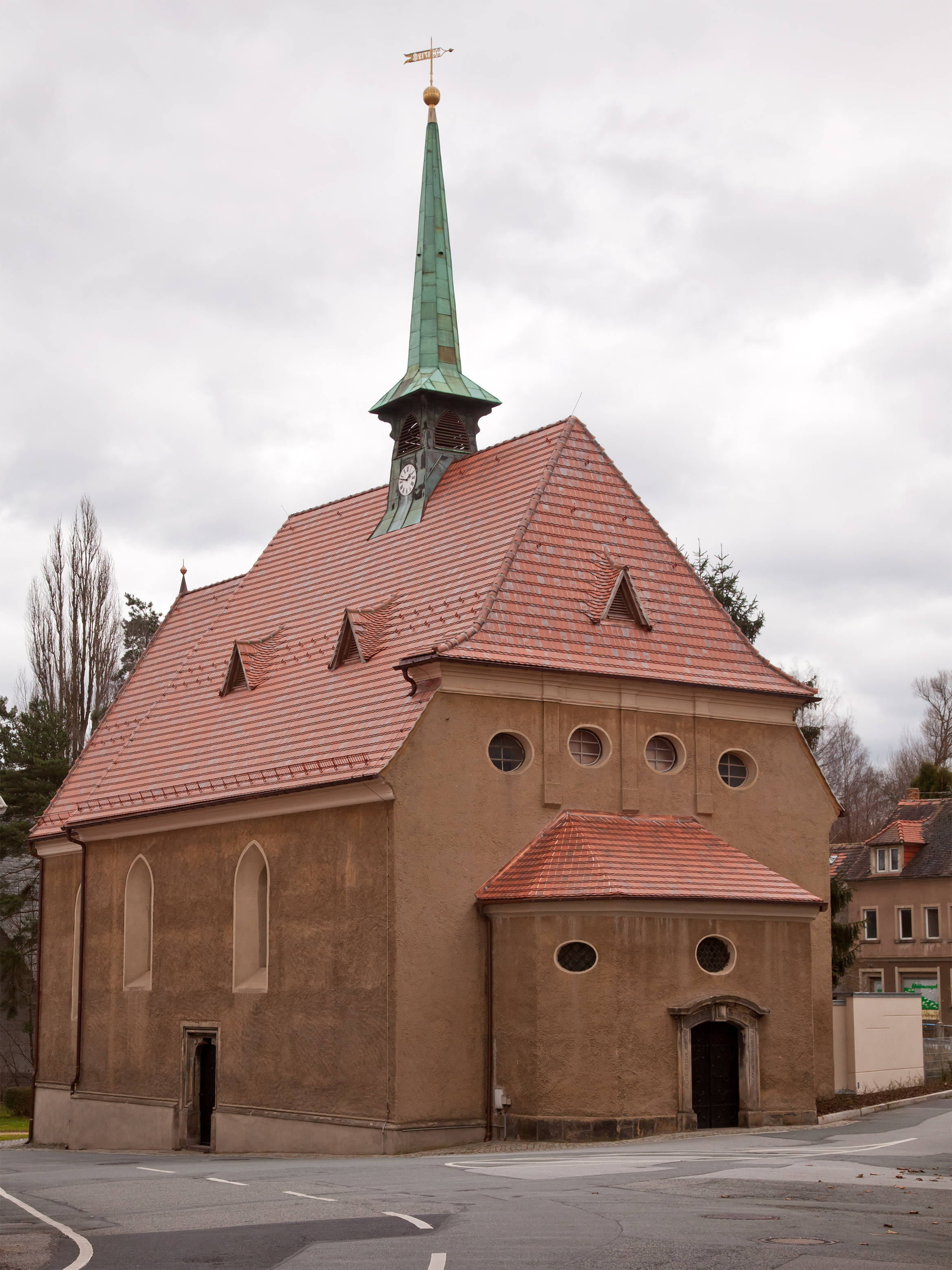
Heilig-Geist-Kirche (2014)

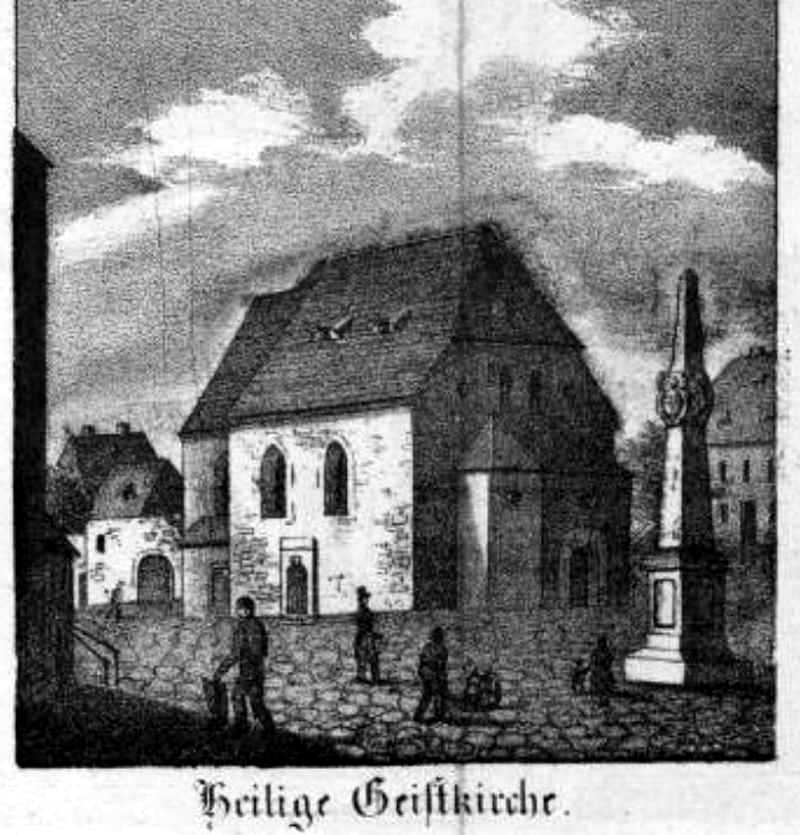
Heilig-Geist-Kirche (um 1840)

Die Heilig-Geist-Kirche (seltener auch Katechismuskirche, früher auch Spitalkirche, Heilige Geistkirche oder Kirche zum „heiligen Geist“) ist eine unter Denkmalschutz stehende Kirche in der Stadt Löbau in Sachsen. Sie gehört der evangelisch-lutherischen Kirchengemeinde Löbau und befindet sich in der Äußeren Zittauer Straße 31.

## Lage
Die Kirche befindet sich außerhalb der ehemaligen Löbauer Stadtmauern in der Zittauer Vorstadt. Im Norden kreuzen sich die Äußere Zittauer Straße und Mühlenstraße, welche die Kirche an deren Nordseite tangiert und unter der Straße der Jugend in Richtung Löbau Ost weiterverläuft. Östlich und südlich der Kirche liegt der die Kirche umgebende Kirchplatz mit Garten, durch den die Seltenrein fließt, die rund 200 Meter entfernt in das Löbauer Wasser mündet. An der Westseite der Kirche verläuft die Äußere Zittauer Straße, die den Kirchplatz im Süden begrenzt und ebenfalls die Straße der Jugend unterquert.
Auf dem Platz vor der Kirche stand zunächst links neben dem Kirchenportal beziehungsweise dem Haupteingang (an der Straßenseite) eine Postdistanzsäule, die 1927 an das Löbauer Rundteil (der Äußeren Zittauer Straße in Richtung stadtauswärts folgend, rund 400 Meter entfernt) versetzt wurde. Inzwischen befindet sich die Säule direkt vor dem Zittauer Tor der ehemaligen Stadtmauer am unteren Theaterplatz an der Kreuzung Innere Zittauer Straße / Teichpromenade / Straße der Jugend (der Äußeren Zittauer Straße in Richtung stadteinwärts folgend, rund 300 Meter von ihrem ursprünglichen Standort entfernt).

## Geschichtlicher Hintergrund

### Frühe Entwicklung
Die Entstehungsgeschichte der Kirche ist weitgehend unklar. Erzählungen nach soll sie bereits 1346 von Franziskanermönchen erbaut worden sein. Ihre erste urkundliche Erwähnung stammt aus dem Jahr 1458. Darin wird sie als Spitalkirche für das nahegelegene Hospiz zum Heiligen Geist genannt, das unter anderem der Aufnahme von Armen und Kranken diente, die vor den Toren der Stadt leben mussten. Es ist überliefert, dass die Kirche im 16. Jahrhundert als Spitalkirche bezeichnet wurde.

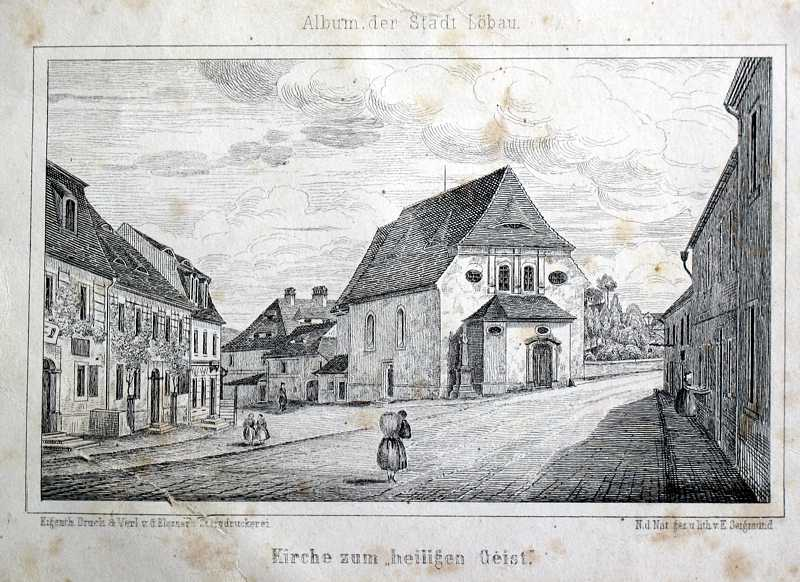
Heilig-Geist-Kirche (um 1870)

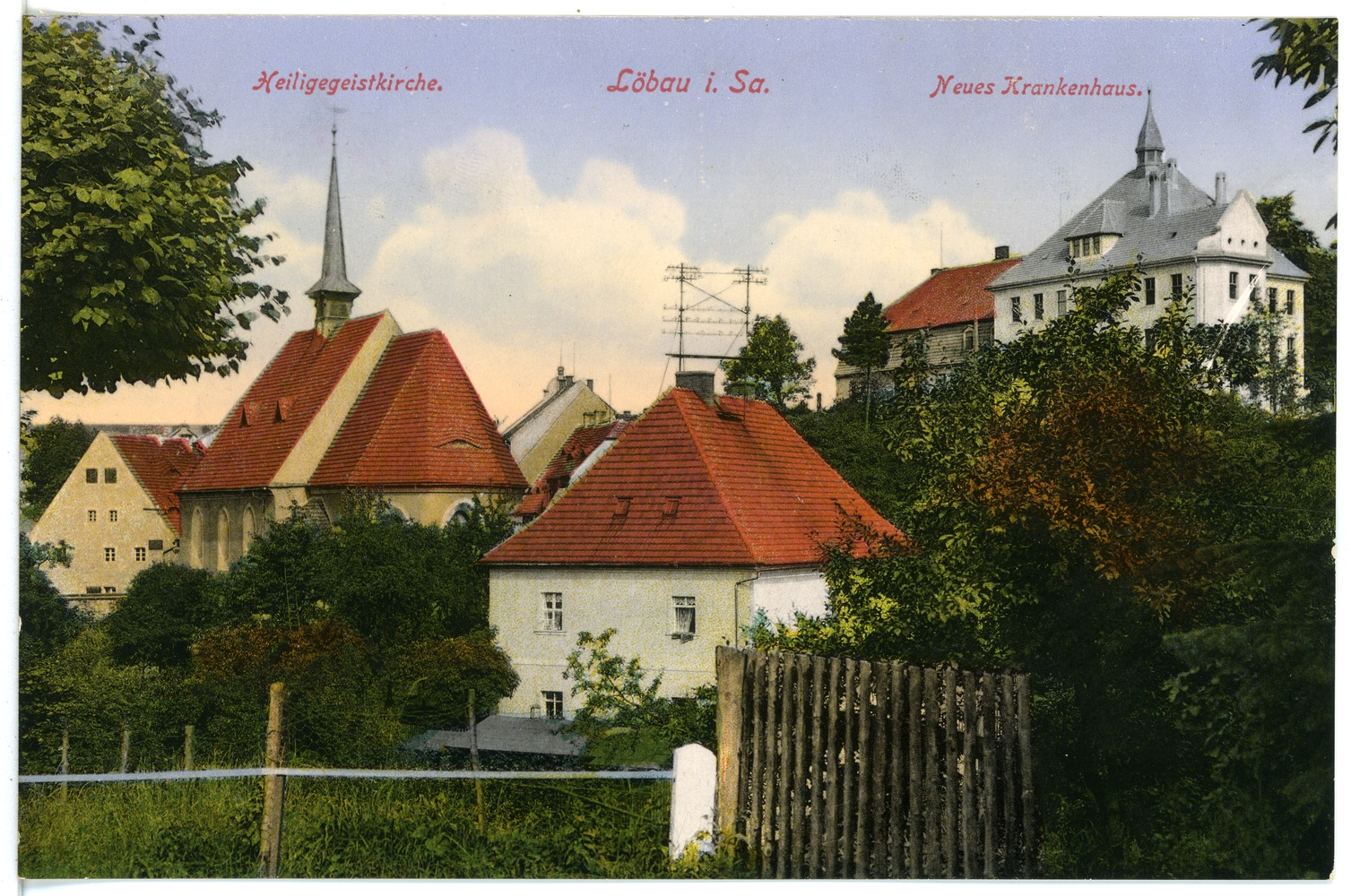
Heilig-Geist-Kirche (links) und Löbauer Krankenhaus (rechts) auf einer Postkarte aus dem Jahr 1913

Nach der Reformation verfiel die Kirche und wurde vor allem durch verschiedene Stadtbrände wiederholt in Mitleidenschaft gezogen. Der große Löbauer Stadtbrand von 1710 wurde als Strafe Gottes für den Verfall der Kirche gesehen, anschließend erfolgte ab 1711 eine umfassende Erneuerung; dabei wurde unter anderem der noch erhaltene Altar mit der Inschrift Hier wirkt ein Geist in beiden in Juden und in Heiden errichtet. Ab 1712 wurde die Heilig-Geist-Kirche als Katechismuskirche genutzt. Johann Gottfried Augustin baute 1792 eine Orgel für die Kirche. Von 1870 an fanden in der Kirche katholische Missionsgottesdienste statt. Eine durchgreifende Erneuerung der Kirche erfolgte in den Jahren 1890/91. Dabei erhielt das Gebäude unter anderem einen Dachreiter mit Uhren an der Nord- und Südseite und die Orgel wurde von Hermann Eule Orgelbau Bautzen restauriert.

### Entwicklungen seit dem Ende des Zweiten Weltkrieges
Am 8. Mai 1945 wurde die nahegelegene Hindenburgbrücke (heute als Brücke der Jugend bzw. Straße der Jugend benannt) gesprengt, wobei die Kirche eine erhebliche Beschädigung erlitt. Eine Bausicherung war aufgrund der Kriegsnachwehen erst 1950 möglich. Bei der anschließenden Restaurierung wurde der farbige Barockbau wieder freigelegt und in den historischen Orgelprospekt baute Hermann Eule Orgelbau Bautzen ein neues Pfeifenwerk ein. Am 29. Mai 1955, Pfingsten, konnte die Kirche wieder dem gottesdienstlichen Gebrauch übergeben werden. Eine komplette Außensanierung erfolgte 1979, ebenso wie eine Restaurierung des Kirchturms.

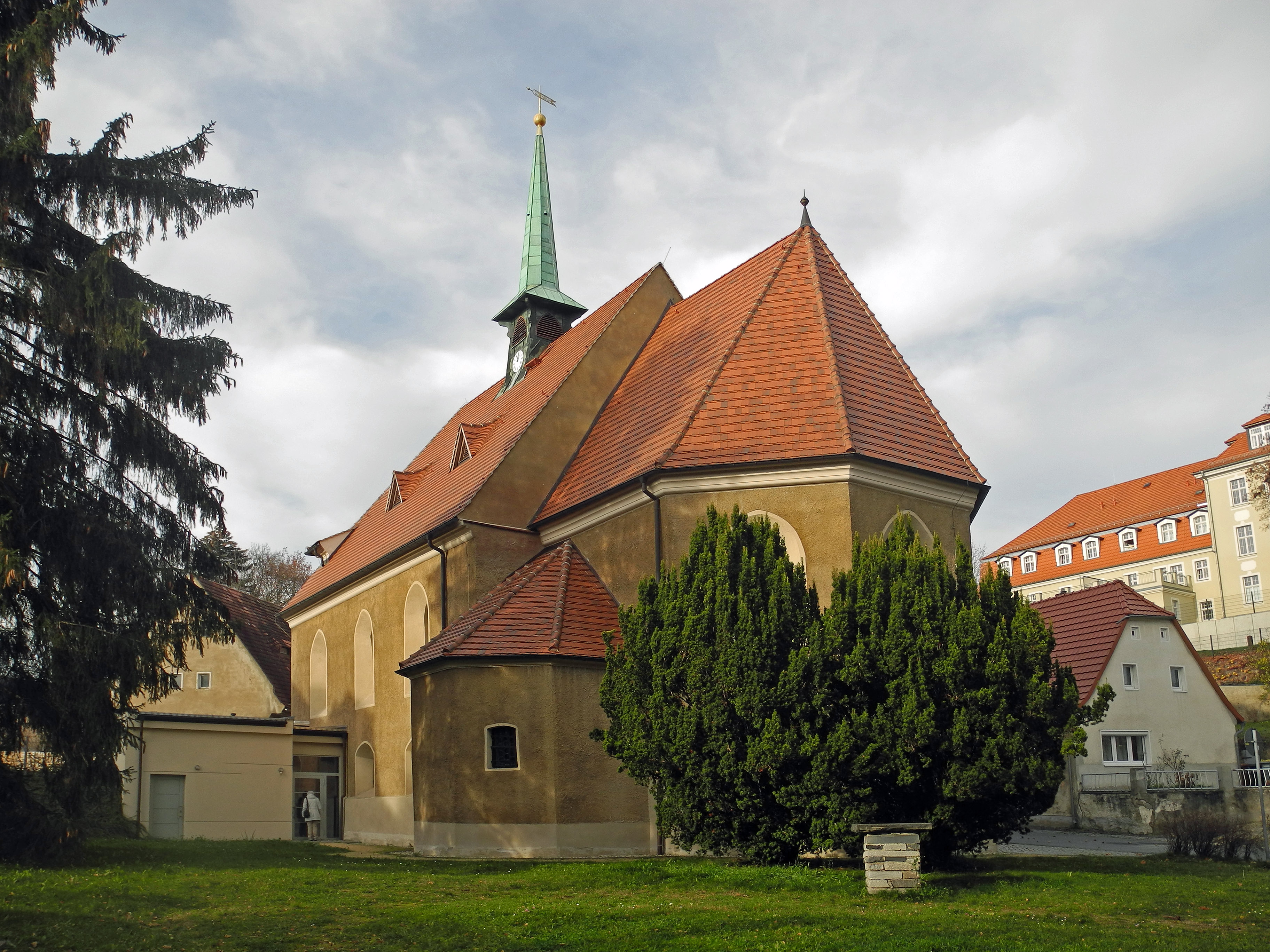
Heilig-Geist-Kirche mit Anbau auf der linken Seite (2020)

Ab Anfang des 21. Jahrhunderts war die Heilig-Geist-Kirche stark sanierungsbedürftig. Das Kirchendach war undicht gewesen und Putz fiel von der Decke. 2013 begannen daher zunächst umfangreiche Sanierungs- und Sicherungsmaßnahmen. Es folgte eine umfassende Sanierung und Modernisierung, unter anderem wurden die Decken und Wände saniert, die Kirchenbänke erneuert, ein barrierefreier Zugang geschaffen und ein Anbau mit sanitären Anlagen errichtet. Die Arbeiten dauerten bis Ende 2015 an. Für das Vorhaben waren ursprünglich 410.000 Euro veranschlagt.
Die Kirche befindet sich heute im Besitz der Evangelisch-Lutherischen St.-Nikolai-Kirchgemeinde Löbau und wird vor allem als Schul-, Konzert- und Kasualkirche genutzt.

## Beschreibung
Der Kernbau der Heilig-Geist-Kirche wird der Spätgotik zugeschrieben. Sie weist jedoch sichtbare Bauteile und Ausstattung aus sechs Jahrhunderten auf. Es ist eine Saalkirche mit Chor und Dachreiter. Die heutige Innenausstattung der Kirche stammt größtenteils aus der Zeit der Restaurierung Anfang des 18. Jahrhunderts. Die vier Meter hohe Sakristei verfügt über ein dekoratives Zellengewölbe. Das Langhaus hat zwei Emporen, die auf toskanischen Holzsäulen ruhen. Auf der oberen Empore an der Westseite steht die Orgel.
Das Stichbogenportal an der Westseite trägt die lateinische Inschrift RESTAURATIM TEMPLUM CATECHETICUM AD DICTUM PER SENAT: LÖBAV: ANNO. MDCCXII (zu deutsch: „Wiederhergestellter Katechesetempel nach dem Spruch des Senats: Löbau, Jahr 1712“) und stammt von 1712, das Nordtor der Kirche weist spätgotische Formen auf und stammt daher mutmaßlich aus dem 15. Jahrhundert. Den Kirchturm mit viereckiger Grundfläche ziert eine Wetterfahne mit der Jahreszahl 1712. Die Kirche hat an der Südfassade einen Anbau mit sanitären Anlagen.
Die Heilig-Geist-Kirche ist Zeugnis der Kirchenbaukunst des 15. und 18. Jahrhunderts und gilt daher als baugeschichtlich und ortsgeschichtlich von Bedeutung, sie ist deshalb zusammen mit dem sie umgebenden Kirchplatz unter der Objektnummer 09222594 Teil der Denkmalschutzliste des Landesamtes für Denkmalpflege Sachsen und Teil des Denkmalschutzgebietes Zittauer Vorstadt.

## Die Kirche im Film
Für die Produktion der neunten Episode der Reihe Pfarrer Braun (Titel Kein Sterbenswörtchen) diente die Heilig-Geist-Kirche im Oktober und November 2005 insgesamt zwei Tage lang als Drehkulisse für die Fernsehproduktion. Die Kirche wurde dabei als Kulisse für die Stadtkirche des fiktiven Ortes Liebwitz verwendet.